# Mississippi-Kultur

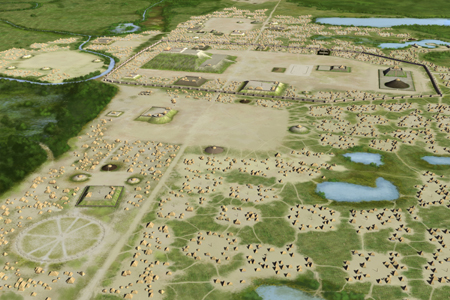
Cahokia, die größte archäologische Stätte der Mississippi-Kultur.

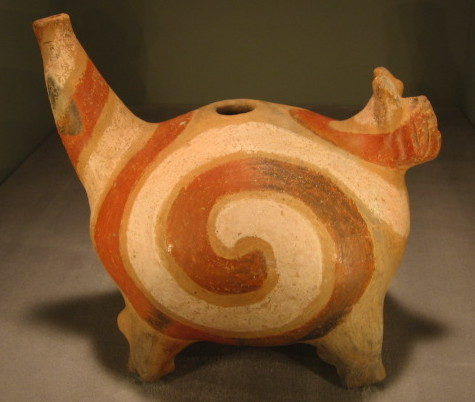
Keramik der Mississippi-Kultur.

Die Mississippi-Kultur war eine Indianerkultur, die ab ungefähr 900 n. Chr. auftrat und aus der Woodland-Periode hervorging. Ihr Zentrum befand sich am mittleren Mississippi. Sie erstreckte sich über den Südosten der heutigen Vereinigten Staaten und damit in etwa die Bundesstaaten Alabama, Arkansas, Georgia, Illinois, Indiana, Louisiana, Kentucky, Michigan, Missouri, Oklahoma, Tennessee, und Texas. Kontakte mit der Bevölkerung am Oberlauf des Mississippi im südlichen Wisconsin ab etwa 1050, durch die sich Kulturtechniken nach Norden verbreiteten, fallen zusammen mit dem Zusammenbruch der dortigen Effigy-Mounds-Kultur.
Neben Jagd und Fischfang betrieben die Indianer der Mississippi-Kultur auch Ackerbau. Angebaut wurden unter anderem Mais und Bohnen. An Nutztieren wurden Hunde und Truthähne gehalten. Außerdem wurde reich verzierte Keramik hergestellt. Als einzige Indianerkultur nördlich von Mexiko baute die Mississippi-Kultur befestigte Städte. Diese waren Machtzentren und Knotenpunkte des weitverzweigten Handelsnetzwerkes. In fast jeder Stadt wurden Erdhügel bzw. -pyramiden errichtet, sogenannte Mounds. Die wohl größte städtische Siedlung war Cahokia. Mit acht nachweisbaren Mounds ist Ocmulgee in Zentralgeorgia die vielgestaltigste Siedlung der Epoche. Die Gesellschaft war komplex und streng hierarchisch organisiert. An ihrer Spitze stand ein Priesterkönig. Parallelen zur gesellschaftlichen Ordnung der Azteken sind augenfällig.
Über den Niedergang der Kultur im 15. und 16. Jahrhundert ist wenig bekannt. Als wahrscheinlichste Ursachen gelten Seuchen und der intensive Raubbau an der Natur (vor allem durch Waldrodung), der zur Vernichtung der eigenen Wirtschafts- und Lebensgrundlagen (Jagd von Wild) führte. 
Mitursächlich für den Niedergang war wohl auch die europäische Invasion. Mehrere Stämme und Nachbarstämme dieser Kultur wurden in der ersten Hälfte des 16. Jahrhunderts mit den aus Europa eingeschleppten Krankheiten, kriegerischen Handlungen und großer Brutalität und Skrupellosigkeit konfrontiert. 1528 kamen die Apalachee sowie die Choctaw im Bereich der Mobile-Bucht in feindlichen Kontakt mit dem Konquistador Pánfilo de Narváez. 1540 trafen Hernando de Soto und sein Trupp auf ihrem Expeditions- und Plünderungszug auf der Suche nach Gold wieder auf die Apalachee und die Choctaw, es kam zur Schlacht von Mauvilla. 1541 erreichten sie den Mississippi, wo sie einen Monat blieben, bis sie den Fluss mittels Flößen überqueren konnten. Noch am Mississippi wurden die Spanier von den Natchez und anderen Stämmen massiv angegriffen, die sich gegen die Invasoren zusammengeschlossen hatten.
Als Nachfahren gelten die Natchez, Alabama, Apalachee, Caddo, Chickasaw, Choctaw, Creek, Guale, Hitchiti, Houma, Illinois, Kansa, Miami, Missouri, Osage, Quapaw, Seminolen, Timucua, Tunica, Yamasee und Yuchi. Die Mississippi-Kultur ist die letzte prähistorische Kultur Nordamerikas vor dem Kontakt mit den Europäern.